# LSWR-Klasse 415
Die Klasse 415 der London and South Western Railway (LSWR), auch als Radial Tanks bekannt,  ist eine Baureihe von Tenderlokomotiven, die ursprünglich für den Vorortverkehr von London entwickelt wurde. Später wurden die Lokomotiven jedoch auf Nebenstrecken eingesetzt. Der Entwurf stammt von William Adams und entstand durch hinzufügen eine Nachlaufachse zur Klasse 46.

## Geschichte

### Klasse 46
Die Klasse 46 war der Vorläufer der Klasse 415. William Adams entwickelte für die LSWR die 2’B-Tenderlokomotiven dieser Klasse, von denen 1879 zwölf Exemplare von Beyer, Peacock & Co geliefert wurden. Adams war einer der ersten britischen Lokomotivingenieure, der sich für die Verwendung von führenden Laufdrehgestellen im Lokomotivbau einsetzte. Alle Lokomotiven der Klasse 46 wurden von 1883 bis 1886, ähnlich zur Klasse 415, mit einer hinteren Nachlaufachse versehen.

### Klasse 415

#### Bau und Einsatz
Weil der Vorortsverkehr dringend mehr Lokomotiven benötigte, entwickelte William Adams die Klasse 415, indem er dem Fahrwerk der Klasse 46 eine Nachlaufachse anfügte, sodass der Wasser- und Kohlenvorrat vergrößert werden konnte. Die radial einstellbare Nachlaufachse trug den Lokomotiven den Spitznamen Radial Tanks ein. Da die bahneigenen Werkstätten in Nine Elms keine Kapazität für die Fertigung der Lokomotiven hatten, wurden die Aufträge an die Industrie vergeben.
Die ersten zwölf wurden Ende 1881 bei Beyer, Peacock & Co bestellt und in der zweiten Hälfte des Jahres 1882 unter den Nummern 415–426 geliefert. Die Lokomotiven waren ein sofortiger Erfolg, sodass in den folgenden drei Jahren weitere Lokomotiven der Klasse 415 gebaut wurden. Robert Stephenson and Company baute 18 Lokomotiven im Jahre 1883, zehn wurden 1884 von Dübs and Company gebaut, und weitere 30 wurden 1885 gebaut, davon 11 von Neilson & Company und je zehn weitere von Stephenson und Dübs & Co. Aus der ersten gelieferten Lokomotive, der Nr. 415, leitet sich die Klassenbezeichnung ab. Die folgenden Lokomotiven belegten keine geschlossenen Nummernblöcke und trugen teils tiefere Betriebsnummern als die zuerst gelieferten Lokomotiven. Insgesamt wurden 71 Stück gebaut.
Obwohl alle Lokomotiven auf der gleichen Grundkonstruktion basierten, hatten die nach 1884 ausgelieferten etwas größere Seitentanks und tiefere Feuerbüchsen. Alle Lokomotiven trugen zunächst den bekannten Ofenrohrschornstein von Adams, der später durch den Schornstein mit Kranz von Dugald Drummond ersetzt wurde.
Die Lokomotiven wurden zunächst für den Vorortverkehr in London verwendet, wurden aber bereits ab 1888 durch die T1-Klasse langsam aus dem Einsatzgebiet von London auf ländliche Nebenstrecken verdrängt. Dieser Prozess beschleunigte sich mit der Einführung der von Drummond entwickelten Lokomotiven der Klasse M7. Dennoch blieben viele Radial Tanks bis zum Beginn der Elektrifizierung der Vorortstrecken für ausgewählte, leichtere Aufgaben im Raum London im Einsatz.

#### Erster Weltkrieg
Der Erste Weltkrieg verschaffte vielen Lokomotiven der Klasse 415 eine Verlängerung ihrer Dienstzeit, sie wurden aber in den späteren Kriegsjahren überflüssig. Die Nr. 0488 wurde 1917 an das Munitionsministerium verkauft. Dieses verkaufte die Lokomotive nach Kriegsende an Colonel Stephens, einen britischen Light Railway Manager, der die Lokomotive auf der East Kent Light Railway (EKLR) als Lokomotive Nr. 5 einsetzte, bis sie 1939 abgestellt wurde und 1946 von der Southern Railway (SR) zurückgekauft wurde.
Anfang 1918 wurden vier Lokomotiven nach Glasgow gesandt, um während des akuten Lokomotivmangels am Ende des Ersten Weltkriegs bei der Highland Railway auszuhelfen. Zwei Lokomotiven kehrten 1919, die anderen beiden 1921 zurück. In diesem Jahr wurden 38 Lokomotiven ausgemustert, die verbliebenen 30 Lokomotiven gingen 1923 in den Bestand der Southern Railway über, aber die fortschreitende Elektrifizierung führte bis zum Jahr 1928 zur Ausmusterung der restlichen Lokomotiven bis auf die Nummern 0125 und 0520, die auf dem Lyme Regis Branch im Einsatz standen.

#### Lyme Regis Branch
Die Lokomotiven der Klasse 415 hatten ein besonderes Einsatzgebiet, die Nebenstrecke Lyme Regis Branch, die besonders an den Sommerwochenenden ein hohes Fahrgastaufkommen hatte. Nachdem mehrere Jahre versucht wurde, die als Terrier bekannten Lokomotiven der LB&SCR-Klasse A1 und Lokomotiven der LSWR-Klasse O2 einzusetzen, setzte sich ab 1913 der Einsatz der Klasse 415 durch. Nur diese Lokomotiven waren aufgrund des kurzen festen Radstandes und den führenden Laufachsen in der Lage, die engen Bögen der Strecke ohne übermäßige Abnutzung der Räder zu befahren. Es wurden deshalb jeweils drei Lokomotiven dem Depot Exmouth zugeteilt.
Zunächst wechselten die zugeteilten Lokomotiven, jedoch blieben ab 1928 die einzigen verbleibenden zwei Maschinen mit den Nummern 0125 und 0520 fest dem Depot zugeteilt. Die Lokomotiven waren in einem schlechten Zustand und sollten durch B1-Lokomotiven der ehemaligen LB&SCR-Klasse D1 abgelöst werden. Diese waren aber genauso erfolglos wie die Terrier 25 Jahre zuvor, weshalb die Lokomotiven 0125 und 0520 zur Revision nach Eastleigh gesandt wurden, von wo sie mit den neuen Nummer 3125 und 3520 zurückkehrten. Die beiden Lokomotiven genügten für den Nebenbahndienst bis 1945. Nach dem Zweiten Weltkrieg war dringend eine dritte Lokomotive notwendig. Die Southern Railway erwarb deshalb die bei der East Kent Light Railway (EKLR) abgestellte Lokomotive Nr. 5, die ehemalige LSWR Nr. 488, sandte sie in die Eastleigh Works zur Generalüberholung, von wo sie mit der Nummer 3488 zurückkehrte.

#### British Railways

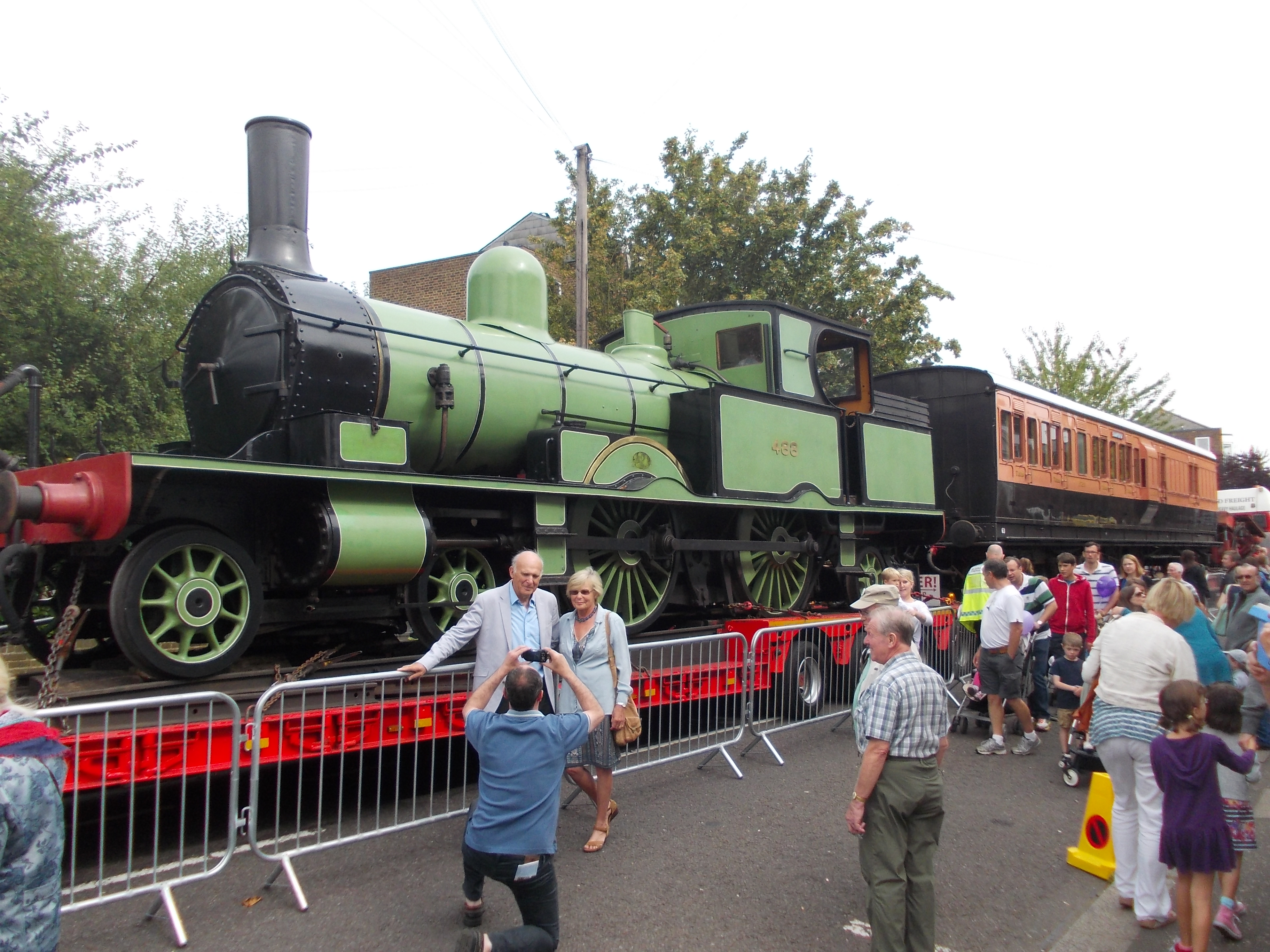
LSWR Nr. 488 von Neilson & Co, Baujahr 1885, auf einem Tiefgänger zusammen mit einem Personenwagen bei der Hampton Transport Gala im Jahre 2014

Alle drei noch vorhandenen Lokomotiven wurden von den British Railways 1948 übernommen und erhielten die Nummern 30582 bis 30584. Im Jahre 1958 waren die Radial Tanks in einem schlechten Zustand. Auf der Strecke wurden ohne Erfolg der Einsatz von B1-Maschinen der ehemaligen Great Western Railway (GWR) geprüft. Erst 1961 gelang es, anstelle der Radial Tanks von George Ivatt entworfene 1’C1’-Lokomotiven der LMS-Klasse 2 einzusetzen. Dies war aber erst nach einigen Gleisänderungen möglich. Die nicht mehr benötigten Radial Tanks wurden verschrottet außer der ehemaligen Nr. 488, die von der Bluebell Railway gekauft wurde und erhalten geblieben ist.

## Technik
Der Entwurf basierte auf der 2’B-Lokomotive der Klasse 46, die durch die Nachlaufachse zur Atlantic-Lokomotive erweitert wurde. Die zusätzliche Achse trägt den größeren Kohlenkasten, der statt 1,3 t neu 3 t Kohle fasst, sowie den zusätzlichen 3 m³-Rahmenwassertank. Die Feuerbüchse ist zwischen den beiden Kuppelachsen angeordnet. Das Triebwerk ist mit zwei außenliegenden Zylindern und innenliegender Stephenson-Steuerung mit Flachschieber ausgeführt.